# 新生路 (中壢區)
新生路，為臺灣桃園市中壢區通往高鐵桃園站和大園區的主要道路，全線共分為四段。南至中山路，銜接大同路；北至致祥一街。其中環北路至領航南路二段為市道113丙線的一部分。

## 分段
- 新生路：大同路－國道一號
- 新生路二段：國道一號－聖德基督學院
- 新生路三段：聖德基督學院－領航南路二段
- 新生路四段：領航南路二段－致祥一街

## 車道配置
(由南至北)
- 中山路－環北路：雙向各一車道
- 環北路－興南路：雙向各二車道並設置中央綠化分隔島
- 興南路－新生路二段1巷：雙向各二車道
- 新生路二段1巷－航南路二段：雙向各二車道並設置中央綠化分隔島
- 航南路二段－致祥一街：雙向各一車道

## 主要結點
(由南至北)
- 中山路
- 中央西路一段
- 中美路一段和二段
- 元化路和元化路二段
- 環北路
- 南園二路
- 領航南路二段

## 沿線設施
(由南至北)
- 桃園市中壢區
  - 太平洋SOGO百貨中壢店(元化路357號)
  - 聖德基督學院(二段421號)[1]
  - 桃園市私立興國幼兒園(三段245號)[2]
  - 桃園市立青埔國民小學(四段112號)[3]